# Червоний Кут (Гайсинський район)
Червоний Кут — село в Україні, у Теплицькій селищній громаді Гайсинського району Вінницької області. Населення становить 94 особи.

## Історія
12 червня 2020 року, відповідно розпорядження Кабінету Міністрів України № 707-р «Про визначення адміністративних центрів та затвердження територій територіальних громад Вінницької області», село увійшло до складу Теплицької селищної громади.
19 липня 2020 року, в результаті адміністративно-територіальної реформи і ліквідації Теплицького району, село увійшло до складу Гайсинського району.
22 червня 2023 року рішенням Національної комісії зі стандартів державної мови віднесено до списку населених пунктів, які «можуть не відповідати лексичним нормам української мови», зокрема стосуватися «російської імперської чи колоніальної політики». Громаді рекомендовано обґрунтувати доцільність збереження поточної назви або запропонувати нову назву в установленому законодавством порядку.

## Постаті
- Піддубняк Василь Григорович (* 1951) — український публіцист, журналіст, поет, прозаїк, педагог.